# Hamish McKenzie
Hamish McKenzie (* 13. September 2004 in Launceston) ist ein australischer Radrennfahrer, der im Straßenradsport aktiv ist.

## Sportlicher Werdegang
Bereits als Junior stellte McKenzie seine Fähigkeiten im Einzelzeitfahren unter Beweis. Neben dem nationalen Titel wurde er bei den Straßenradsport-Weltmeisterschaften 2022 in Vizeweltmeister. Nach dem Wechsel in die U23 wurde er 2023 zunächst Mitglied in der Australian Cycling Academy und dem dazugehörigen UCI Continental Team ARA | Skip Capital. Nach der Silbermedaille bei den Ozeanien-Meisterschaften stand er bei den Weltmeisterschaften 2023 erneut auf dem Podium und gewann die Bronzemedaille im Einzelzeitfahren der U23.
Ab August 2023 erhielt McKenzie die Möglichkeit, als Stagiaire für das Team Jayco AlUla zu fahren. Zur Folgesaison wurde er Mitglied im Development Team Hagens Berman Jayco mit dem Ziel, 2025 in das UCI WorldTeam aufzusteigen. Nachdem er 2024 ohne nennenswerte Ergebnisse geblieben war, fährt er auch 2025 noch für das Development Team.

## Erfolge
2022
- Australischer Meister – Einzelzeitfahren (Junioren)
- Weltmeisterschaften – Einzelzeitfahren (Junioren)

2023
- Ozeanienmeisterschaften – Einzelzeitfahren (U23)
- Weltmeisterschaften – Einzelzeitfahren (U23)